# Colias euxanthe
Colias euxanthe är en fjärilsart som beskrevs av Felder 1865. Colias euxanthe ingår i släktet Colias och familjen vitfjärilar.
Artens utbredningsområde är Peru. Inga underarter finns listade i Catalogue of Life.

## Bildgalleri

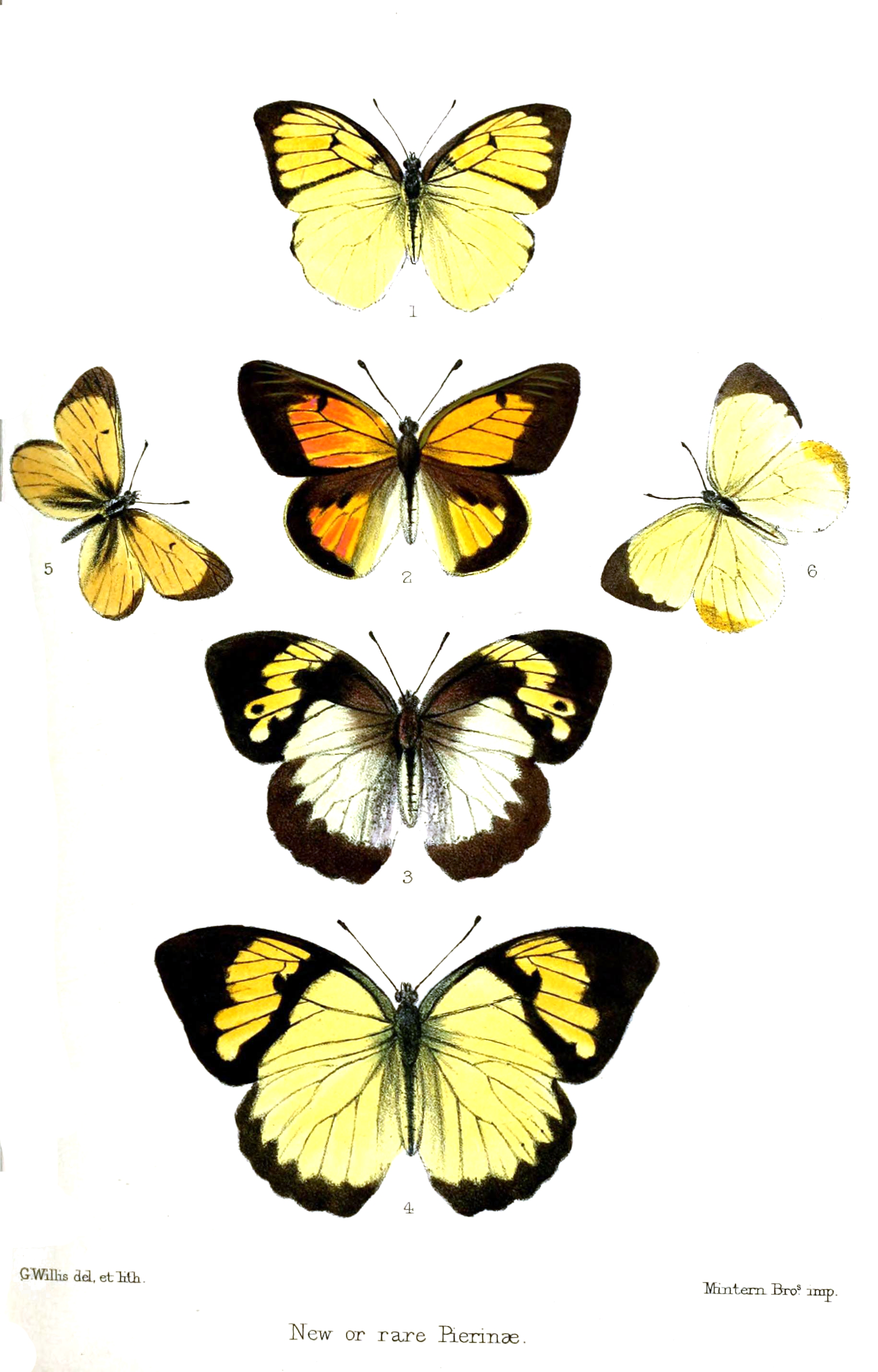